# 염한웅
염한웅(廉罕雄, 1966년 12월 5일 ~ )은 포항공과대학교 물리학과 교수이다.  응집 물질물리와 나노물리학분야를 연구하는 물리학자로, 반도체 기판 위에 자기조립적으로 형성되는 원자 수개 폭의 금속원자선이라는 첨단/극한 물질계에서 일차원적 금속의 특이한 양자전자물성인 “파이얼스 불안정성에 의한 금속-비금속 상전이”를 발견하였다. 이 연구로 2000년 일본방사광학회 젊은 연구자상을 수상한다. 이후 금속의 종류와 원자 구조를 변경하여 만들어진 세 가지 종류의 금속원자선에 동일한 물성의 금속-비금속 상전이를 연속으로 발견, 자기조립원자선의 전자물성분야를 개척하였다. 이 연구로 2006년 이달의과학자상과 2007년 한국물리학회학술상을 수상하였다. 이후 일차원금속계에서 거대 라쉬바 스핀분열을 발견하였고 일차원금속의 상전이를 바탕으로 새로운 일차원위상절연체와 그 위상에지상태인 카이럴솔리톤을 발견하기에 이른다. 이 연구들은 2015년 한국과학상, 2016년 인촌상, 2017년 경암상 수상으로 이어진다. 
그의 연구는 반도체표면에 형성되는 저차원금속구조의 전자물성에 집중하고 있으며 주로 각도분해광전자분광과 주사터널현미경 수법을 사용한다. 
동경대학의 조교수와 전임강사를 지냈고 연세대학교 교수를 거쳐 현직인 포스텍 물리학과 교수가 되었다. 2003년에서 2013년까지 창의연구단 단장이었으며 그 후로 기초과학연구원 원자제어저차원전자계연구단의 단장으로 활동하고 있다. 
동경대학 교수인 Iwao Matsuda, 연세대 교수 김근수 등이 그의 제자들이며 성균관대 교수 안종렬, 표준연구원 김정원, 아주대 교수 김유권, 기초과학연구원 박제욱 등 이 그의 포스트닥연구원이었다. 
1994년 이후 30편의 논문을 물리학 저널인 피지컬 리뷰레터에 발표하는 등 180여편의 국제저널논문들을 발표하였다.
과학기술정책에도 관심을 가져 2015년 국가과학기술자문회의 위원으로 박근혜정부의 기초연구진흥계획을  입안하였고 2017년 기초과학에 대한 장기적인 지원과 사람중심의 연구개발을 주창하는 문재인 정부의 과학기술정책수립을 주도하여 초대 통합 국가과학기술자문회의 부의장으로 활동하고있다.

## 업적
- 1999, 2003, 2005 금속원자선 금속-비금속 상전이 발견
- 2008 금속원자선 도핑 기법 발견
- 2012 금속원자섬의 위상 솔리톤 직접 관찰 성공
- 2013 원자선의 거대 라쉬바스핀분열 발견
- 2015 일차원 Z4 위상절연체와 카이럴 에지상태발견
- 2017 카이럴에지상태의 대수연산 발견 솔리토닉스 개념 제시
- 피지컬 리뷰레터 30편과 사이언스, 네이쳐피식스 등 총 180여편의 논문 출간

## 수상
- 2000 일본방사광과학회 젊은과학자상
- 2006 연세대학교 우수업적교수상
- 2006 과학기술부/서울신문사 이달의 과학자상
- 2007 한국물리학회 학술상
- 2009 미국물리학회 Outstanding Referee
- 2012 한국과학기술한림원 선정 한국의 선도과학자
- 2013 나노코리아 2013 연구혁신상 (미래부장관상)
- 2015 한국과학상 대통령상
- 2016 인촌상 자연과학부문
- 2017 경암상 과학부문